# Хенераль-Пінто (округ)
Округ Хенераль-Пінто (ісп. General Pinto) — адміністративно-територіальна одиниця 2-ого рівня у провінції Буенос-Айрес в центральній Аргентині. Адміністративний центр округу — Хенераль-Пінто (ісп. General Pinto).
Населення округу становить 11261 особу (2010). Площа — 2540 кв. км.

## Історія
Округ заснований у 1891 році.

## Населення
У 2010 році населення становило 11261 особу. З них чоловіків — 5639, жінок — 5622.

## Політика
Округ належить до 4-ого виборчого сектору провінції Буенос-Айрес.